# Ataxia de Friedreich
La ataxia de Friedreich (FRDA) es una enfermedad hereditaria y neurodegenerativa que afecta a personas jóvenes que se caracteriza por un deterioro lentamente progresivo de la coordinación en la marcha y en la capacidad para mantener correctamente la postura corporal, así como otros signos y síntomas neurológicos. Es la ataxia hereditaria más común con un patrón de herencia autosómica recesiva.
La enfermedad causa en quienes la padecen un deterioro progresivo del cerebelo y ganglios espinales dorsales. Esta degeneración provoca en los afectados, de manera imparable, una pérdida progresiva de muchas de las funciones necesarias para una autonomía personal: pérdida de sensibilidad, descoordinación en los movimientos, escoliosis, disfagia, disartria, inmunodeficiencia, radiosensibilidad (sensibilidad a la energía radiante, como la de una radiografía), y predisposición al cáncer y en muchos casos diabetes y problemas cardíacos graves, causantes de la muerte en la mayoría de los casos.
Los afectados por esta enfermedad, en un tiempo más o menos corto, se ven obligados a utilizar una silla de ruedas y, progresivamente, cada día más, a depender de la atenciones y cuidados de sus familiares, pues acaban perdiendo toda autonomía personal.
La ataxia de Friedreich fue descrita por el neurólogo alemán Nikolaus Friedreich, y en 1988 se logró identificar la mutación del gen responsable y su localización en el cromosoma 9. Por esta razón, a partir del año 2000, se establece el día internacional de la ataxia, el cual se celebra el día 25 de septiembre de cada año, con el objetivo de que la población conozca esta rara enfermedad y done patrimonio para mejorar la calidad de vida de estos pacientes que la padecen.

## Epidemiología
La AF es la ataxia hereditaria más común, representando aproximadamente el 50% de todos los casos de ataxia y aproximadamente el 75% en pacientes menores de 25 años. La prevalencia mundial de la AF es de 1 de cada 40.000. Se presenta con frecuencia en Europa, Oriente Medio, el sur de Asia y el norte de África.
La AF es más prevalente en la población blanca que en cualquier otra raza, ya que se cree que la mutación proviene de un ancestro europeo común. Se estima que la tasa de portadores de AF es de 1 por 75. Afecta por igual a hombres y mujeres. La edad de inicio suele ser en la adolescencia temprana, con mayor frecuencia entre los 8 y los 15 años.

## Causas
La ataxia de Friedreich es una enfermedad recesiva autosomal, que significa que el paciente ha de heredar dos genes afectados, uno de cada uno de los padres, para que la enfermedad se desarrolle. Una persona que tiene solo una copia anormal de un gen para una enfermedad genética recesiva, tal como la ataxia de Friedreich, se denomina portador. Un portador no adquirirá la enfermedad pero podría transmitir el gen afectado a sus hijos. Si ambos padres son portadores del gen de la ataxia de Friedreich, sus hijos tendrán un 25 % de posibilidades de desarrollar la enfermedad y un 50 % de heredar un gen anormal que ellos, a su vez, podrían pasar a sus hijos.
Aproximadamente uno de cada 90 norteamericanos de origen europeo son portadores del gen afectado. Los seres humanos tienen dos copias de cada gen: uno heredado de la madre y otro del padre. Los genes están situados en lugares concretos en cada uno de los 46 cromosomas del individuo, que son cadenas de ADN en forma de espiral apretadas que contienen millones de productos químicos llamados bases. Estas bases —adenina, timina, citosina y guanina— se llaman en forma abreviada A, T, C y G. Ciertas bases siempre se emparejan (A con T; C con G) y combinaciones diferentes de pares de base se unen en juegos de tres para formar mensajes codificados. Estos mensajes codificados son «recetas» para fabricar proteínas.
Al combinarse en secuencias largas, como los números de teléfonos largos, las bases emparejadas indican a cada célula cómo reunir diferentes proteínas. Las proteínas constituyen las células, los tejidos y los enzimas especializados que nuestros cuerpos necesitan para funcionar normalmente. La proteína que se ve alterada en la ataxia de Friedreich se llama frataxina. En 1996, un grupo internacional de científicos identificó la causa de la ataxia de Friedreich como un defecto en un gen situado en el cromosoma 9.

Cromosoma 9.Localización del gen en 9q.21.11

Debido al código anormal heredado, una secuencia en particular de bases (GAA) se repite demasiadas veces. Normalmente, la secuencia GAA se repite de 7 a 22 veces, pero en las personas con la ataxia de Friedreich, esta se repite de 800 a 1000 veces. Ese tipo de anormalidad se denomina «expansión de repetición triple» y ha sido identificada como la causa de varias enfermedades dominantemente heredadas.
La ataxia de Friedreich es la primera enfermedad genética recesiva conocida que es ocasionada por la expansión de repetición tripletes. Aunque un 98 por ciento de los portadores de ataxia de Friedreich tienen una expansión triple repetida genética en particular, ésta no se encuentra en todos los casos de la enfermedad. Una proporción muy pequeña de personas afectadas tienen otros defectos de codificación genética que son responsables de la enfermedad. La expansión triple repetida perturba aparentemente la conversión normal de aminoácidos a proteína, reduciendo enormemente la cantidad de frataxina que se produce.
La investigación indica que sin un nivel normal de frataxina, ciertas células en el cuerpo (especialmente las células del cerebro, de la médula espinal y de los músculos), no pueden soportar las cantidades normales de «tensión oxidativa» que producen las mitocondrias, las plantas productoras de energía de las células. Esta indicación sobre la posible causa de la ataxia de Friedreich se descubrió después de que los científicos realizasen estudios utilizando una proteína de levadura con una estructura similar a la de la frataxina humana. Encontraron que la falta de esta proteína en la célula de levadura conducía a una concentración tóxica de hierro en las mitocondrias celulares. Cuando el excedente de hierro reaccionaba con el oxígeno, se producían radicales libres. Aunque los radicales libres son moléculas esenciales en el metabolismo del cuerpo, pueden también destruir las células y ocasionar daño al cuerpo.

## Cuadro clínico
Los síntomas comienzan comúnmente entre los 5 y 15 años, pero pueden en raras ocasiones aparecer tan pronto como a los 18 meses o tan tarde como a los 30 años de edad. El primer síntoma en aparecer es generalmente la dificultad en caminar o ataxia del caminar. La ataxia empeora gradualmente y se propaga lentamente a los brazos y, luego, al tronco. Los signos iniciales incluyen deformidades de los pies tales como pie en garra, flexión de los dedos de los pies (movimientos consistentes en doblar los dedos de los pies involuntariamente), dedos gruesos de los pies en forma de martillo e inversión de los pies (desvío hacia adentro). Con el tiempo, los músculos comienzan a debilitarse y a atrofiarse, en especial en los pies, las partes inferiores de las piernas y las manos y aparecen deformidades.
Otros síntomas incluyen pérdida de reflejos de los tendones, en especial en las rodillas y en las muñecas y los tobillos. A menudo hay una pérdida paulatina de sensación en las extremidades, que puede propagarse a otras partes del cuerpo. Aparece disartria (lentitud en la dicción o dicción indistinta) y la persona se cansa con facilidad. Son comunes los movimientos rítmicos, rápidos e involuntarios del globo ocular. La mayoría de las personas con ataxia de Friedreich adquieren escoliosis (encurvamiento de la espina dorsal hacia un lado) que, si es aguda, puede dificultar la acción de respirar.
Entre otros de los síntomas que pueden ocurrir figuran dolores de pecho, falta de respiración y palpitaciones cardíacas. Estos síntomas son el resultado de distintas formas de enfermedad cardíaca que a menudo acompañan a la ataxia de Friedreich, tales como la cardiomiopatía (alargamiento del corazón), la miocarditis (inflamación de las paredes del corazón), la fibrosis miocardial (formación de material parecido a fibras en los músculos del corazón) y el fallo cardíaco.
También son comunes anomalías rítmicas del corazón tales como taquicardia (latir rápido del corazón) y bloqueo del corazón (conducción dificultada de los impulsos cardíacos dentro del corazón). 20 por ciento, aproximadamente, de las personas con ataxia de Friedreich adquieren intolerancia a los carbohidratos y 10 por ciento de ellas adquiere diabetes mellitus. Algunas personas pierden la capacidad de oír o de ver. La manera en que progresa la enfermedad varía de una persona a otra. Por lo general, dentro de 15 a 20 años después de aparecer los primeros síntomas, la persona queda recluida en una silla de ruedas y, en las etapas posteriores de la enfermedad, las personas quedan totalmente incapacitadas. La expectativa de vida se ve grandemente afectada y la mayoría de las personas con ataxia de Friedreich mueren en los primeros años de la vida adulta, si existe además enfermedad cardíaca seria, la causa más común de la muerte. No obstante, algunas personas con síntomas menos agudos de ataxia de Friedreich viven por mucho más tiempo.

## Diagnóstico
Los médicos diagnostican la ataxia de Friedreich realizando un cuidadoso examen clínico, que incluye un historial médico y un minucioso examen físico. Las pruebas que pueden realizarse incluyen lo siguiente:
- Electromiograma (EMG), que mide la actividad eléctrica de las células musculares.
- Estudio de conducción de los nervios, que mide la velocidad a la que los nervios transmiten los impulsos.
- Electrocardiograma (ECG), que da una presentación gráfica de la actividad eléctrica o patrón de pulsaciones del corazón.
- Ecocardiograma, que registra la posición y movimiento del músculo del corazón.
- Exploraciones de imágenes de resonancia magnética (MRI) o tomografía computarizada (CT), que proporciona una imagen del cerebro y la médula espinal.
- Derivación o punción espinal para evaluar el líquido cerebroespinal.
- Pruebas de sangre y orina para evaluar los niveles elevados de glucosa.
- Pruebas genéticas para identificar el gen afectado.

## Tratamiento
Al igual que muchas enfermedades degenerativas del sistema nervioso, actualmente no hay una cura eficaz o tratamiento para la ataxia de Friedreich. Sin embargo, muchos de los síntomas y complicaciones asociados a esta enfermedad pueden ser tratados con el fin de ayudar a los pacientes a mantener un funcionamiento óptimo por el mayor tiempo que sea posible. La diabetes, si se halla presente, puede tratarse con dieta y medicamentos tales como la insulina, y algunos de los problemas cardíacos pueden tratarse con medicamentos también. Los problemas ortopédicos tales como las deformaciones de los pies y la escoliosis pueden tratarse con soportes o cirugía. La terapia física puede prolongar el uso de los brazos y las piernas. Los científicos esperan que los adelantos recientes en la comprensión de los aspectos genéticos asociados a la ataxia de Friedreich puedan conducir a avances trascendentales en el tratamiento.
La omaveloxolona (Skyclarys®) está indicado para el tratamiento de la ataxia de Friedreich en adultos y adolescentes a partir de 16 años.